# Zelfportret van Louis Meijer
Zelfportret van Louis Meijer is een schilderij van Louis Meijer in het Rijksmuseum in Amsterdam.

## Voorstelling
Het stelt de schilder Louis Meijer voor zittend achter zijn ezel met een hondje op schoot. Hij beeldt zichzelf af op zijn zondags best met een grote, zwarte baret, een satijnen strik, een halflange jas en een met bont afgezette mantel. Rechts staat een schildersdoos met palet en penselen. Op de ezel staat een zeegezicht met mensen in nood in een storm, een typisch romantisch onderwerp.

## Toeschrijving en datering
Het schilderij is middenonder gesigneerd en gedateerd ‘L. Meijer fecit / 1838’ onder de stoel.

## Herkomst
Het werd in juni 1887 aangekocht door het Rijksmuseum Amsterdam.